# Euplexaura attenuata
Euplexaura attenuata är en korallart som först beskrevs av Nutting 1910.  Euplexaura attenuata ingår i släktet Euplexaura, och familjen Plexauridae. Inga underarter finns listade.